# Karayuki-san

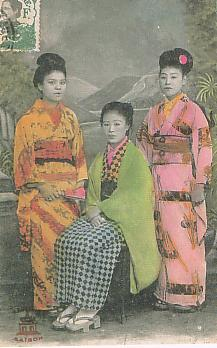
Karayuki-san en Saigón, Indochina francesa.

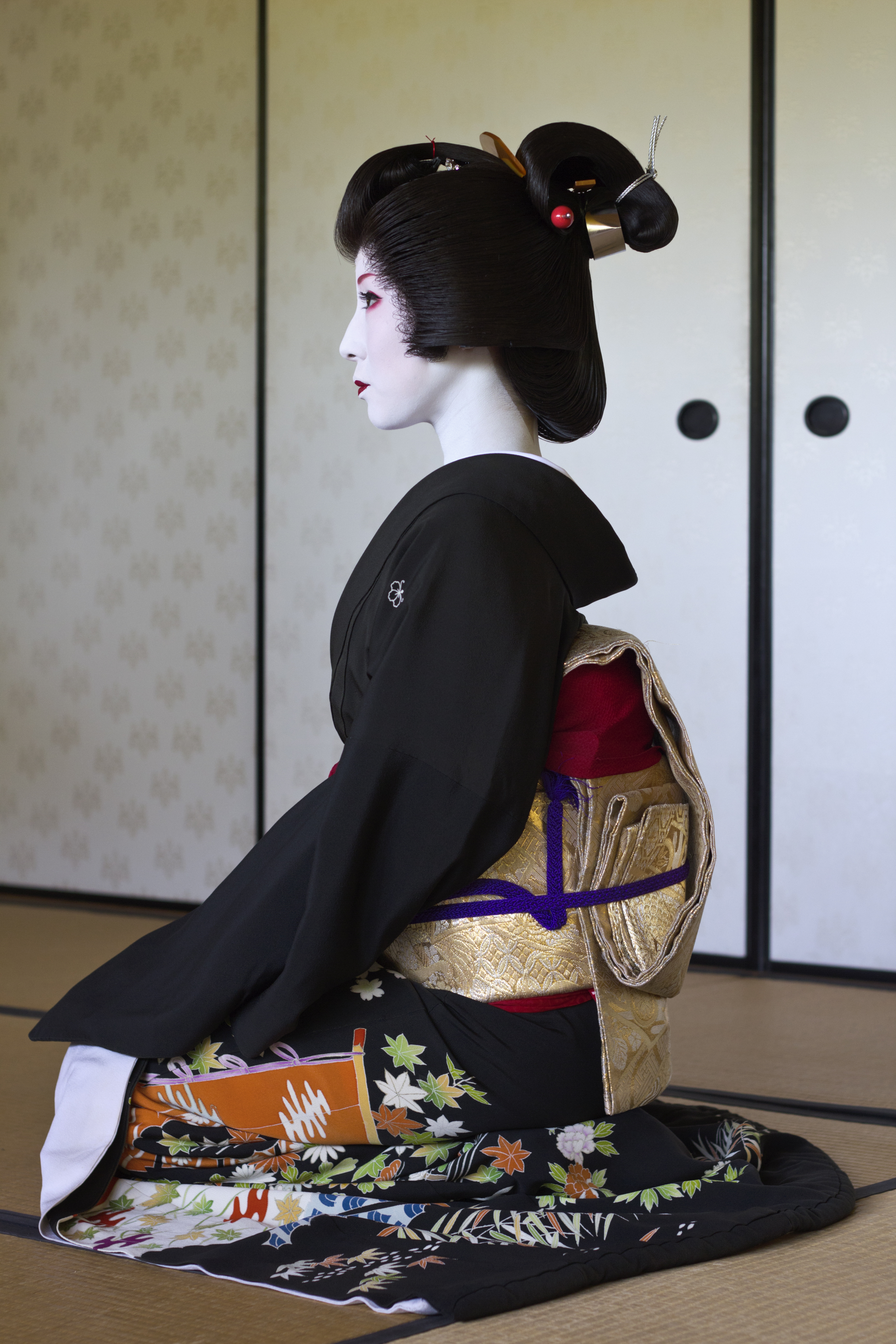
Geisha.

Karayuki-san (唐行きさん) fue el nombre que se dio a las niñas y mujeres japonesas de finales del siglo XIX y principios del XX que fueron traficadas desde las pobres prefecturas agrícolas de Japón a destinos en Asia oriental, el sudeste asiático, Siberia (Extremo Oriente ruso), Manchuria y la India británica para servir como prostitutas.

## Historia
Karayuki-san (唐行きさん), fueron mujeres japonesas que viajaron o fueron traficadas a Asia Oriental, Sudeste Asiático, Manchuria, Siberia y hasta San Francisco en la segunda mitad del siglo XIX y la primera mitad del siglo XX para trabajar como prostitutas, cortesanas y geishas. En el siglo XIX y principios del XX, había una red de prostitutas japonesas que eran traficadas a través de Asia, en países como China, Japón, Corea, Singapur y la India británica, en lo que entonces se conocía como «Trata de Esclavos Amarillos».
Muchas de las mujeres que se fueron al extranjero a trabajar como karayuki-san eran hijas de familias pobres de agricultores o pescadores. Los mediadores, tanto masculinos como femeninos, que se encargaban de que las mujeres fueran al extranjero buscaban a las de edad apropiada en las comunidades agrícolas pobres y pagaban a sus padres, diciéndoles que iban al extranjero en servicio público. Los mediadores ganaban dinero pasando las chicas a personas de la industria de la prostitución y con el dinero que recibían, algunos creaban sus propios burdeles en el extranjero.
El final del período Meiji fue la edad de oro para karayuki-san, y las chicas que iban en estos viajes al extranjero eran conocidas cariñosamente como joshigun (女子軍), o «ejército femenino». Sin embargo, la realidad era que muchas cortesanas llevaban vidas tristes y solitarias en el exilio y a menudo morían jóvenes por enfermedades sexuales, negligencia y desesperación. Con la mayor influencia internacional de Japón al convertirse en una Gran Potencia, las cosas empezaron a cambiar, y pronto las karayuki-san fueron consideradas vergonzosas. Durante las décadas de 1910 y 1920, los funcionarios japoneses en el extranjero trabajaron duro para eliminar los burdeles japoneses y mantener el prestigio japonés, aunque no siempre con éxito absoluto. Muchas karayuki-san regresaron a Japón, pero algunas se quedaron.
Después de la Guerra del Pacífico (1937-1945), el tema de karayuki-san era un hecho poco conocido de los bajos fondos de Japón antes de la guerra. Pero en 1972 Tomoko Yamazaki publicó el número 8 de Sandakan Brothel, que aumentó el conocimiento de las karayuki-san y animó a seguir investigando e informando.
Entre los principales destinos de las karayuki-san, se encontraban China (en particular Shanghái), Hong Kong, Filipinas, Indonesia (especialmente Borneo y Sumatra), Tailandia y el oeste de los Estados Unidos (en particular San Francisco). A menudo se enviaban a las colonias occidentales de Asia, donde había una fuerte demanda del personal militar occidental y hombres chinos. Hubo casos de mujeres japonesas que fueron enviadas a lugares tan lejanos como Siberia, Manchuria, Hawái, América del Norte (California) y África (Zanzíbar). En Karachi y Bombay también se encontraron prostitutas japonesas.
El papel de las prostitutas japonesas en la expansión del imperialismo japonés Meiji ha sido examinado en estudios académicos.
En el Lejano Oriente ruso, al este del lago Baikal, las prostitutas y los comerciantes japoneses constituían la mayoría de la comunidad japonesa en la región después de la década de 1860. Los grupos nacionalistas japoneses como la Sociedad del Océano Negro (Genyōsha) y la Sociedad del Dragón Negro (Kokuryūkai), glorificaron y aplaudieron al «ejército amazónico» de prostitutas japonesas en el Lejano Oriente ruso y en Manchuria y los inscribieron como miembros. Las prostitutas japonesas realizaron ciertas misiones y reuniones de inteligencia en torno a Vladivostok e Irkutsk.
La guerra franco-china llevó a los soldados franceses a crear un mercado para las prostitutas japonesas karayuki-san, finalmente las prostitutas constituyeron el grueso de la población japonesa de Indochina en 1908.
A finales del siglo XIX, las chicas y mujeres japonesas eran vendidas en la prostitución y traficadas desde Nagasaki y Kumamoto a ciudades como Hong Kong, Kuala Lumpur y Singapur, y luego enviadas a otros lugares del Pacífico, el sudeste asiático y Australia Occidental. En Australia Occidental estas prostitutas japonesas se dedicaban a su comercio y también a otras actividades, muchas de ellas se casaban con chinos y japoneses como maridos y otras tomaban parejas malayas, filipinas y europeas.
Las chicas japonesas eran fácilmente objeto de tráfico en el extranjero, ya que los puertos coreanos y chinos no exigían a los ciudadanos japoneses el uso de pasaportes y el gobierno japonés se dio cuenta de que el dinero ganado por karayuki ayudaba a la economía japonesa, ya que era remitido, y el boicot chino a los productos japoneses en 1919 hizo que se dependiera de estos ingresos. Dado que los japoneses consideraban a los no occidentales como inferiores, las mujeres japonesas karayuki-san se sentían humilladas ya que principalmente servían sexualmente a los hombres chinos o a los nativos del sudeste asiático. Los nativos de Borneo, malayos, chinos, japoneses, franceses, americanos, británicos y hombres de todas las razas utilizaban las prostitutas japonesas de Sandakan. Una mujer japonesa llamada Osaki dijo que los hombres, japoneses, chinos, blancos y nativos, eran tratados de la misma manera por las prostitutas sin importar la raza, y que los «clientes más desagradables» de una prostituta japonesa eran los hombres japoneses, mientras que usaban «suficientemente amables» para describir a los hombres chinos, y los ingleses y americanos eran los segundos mejores clientes, mientras que los hombres nativos eran los mejores y más rápidos para tener sexo. Los nueve burdeles japoneses constituían la mayoría de estos locales en Sandakan. Dos burdeles japoneses estaban ubicados en Kuudatsu mientras que no había ningún burdel chino allí. Hubo rumores de que un chino se casó con la hermana mayor de Yamashita Tatsuno.
Durante el período estadounidense, los lazos económicos del Japón con Filipinas se ampliaron enormemente y para 1929 Japón, era el mayor socio comercial de Filipinas después de los Estados Unidos. Las inversiones económicas fueron acompañadas por una inmigración en gran escala de japoneses a Filipinas, principalmente comerciantes, jardineros y prostitutas («karayuki san»). Dávao, en Mindanao, tenía en ese momento más de 20.000 residentes de etnia japonesa. Entre aproximadamente 1872 y 1940 un gran número de prostitutas japonesas trabajaban en burdeles del archipiélago de las Indias Orientales Neerlandesas.

### En Australia y Singapur
Entre los inmigrantes que llegaron al norte de Australia se encontraban melanesios, asiáticos del sudeste y chinos que eran casi todos hombres, junto con los japoneses, que constituían la única anomalía por incluir a mujeres, los australianos racistas que se suscribían a la supremacía blanca agradecieron y aprobaron la inmigración de prostitutas japonesas ya que estos trabajadores no blancos satisfacían sus necesidades sexuales con las japonesas en lugar de con las blancas, ya que no querían que las mujeres blancas tuvieran relaciones sexuales con los hombres no blancos, y en Australia la definición de blanco se limitó incluso a las personas de origen anglosajón británico. Las mujeres italianas y francesas también eran consideradas prostitutas «extranjeras» junto con las japonesas y recibían el apoyo de la policía y los gobiernos de Australia Occidental para ejercer su oficio, ya que estas mujeres servían a los hombres «de color» y actuaban como salvaguarda de las mujeres anglosajonas blancas británicas con el Honorable R.H. Underwood, un político de Australia Occidental, celebrando el hecho de que había muchas prostitutas italianas, japonesas y francesas en Australia Occidental en un discurso ante la Asamblea Legislativa en 1915.
En Australia Occidental y Oriental, los hombres chinos que se dedicaban a la extracción de oro eran atendidos por prostitutas japonesas Karayuki-san y en Australia Septentrional, en torno a las industrias de la caña de azúcar, la perla y la minería, las prostitutas japonesas atendían a kanakas, malayos y chinos; estas mujeres llegaban a Australia o a América a través de Kuala Lumpur y Singapur donde eran instruidas en la prostitución, procedían de las zonas agrícolas pobres del Japón y los funcionarios coloniales australianos aprobaron que se permitiera la entrada de prostitutas japonesas para prestar servicios sexuales a hombres «de color», pues de lo contrario pensaban que las mujeres blancas serían violadas si las japonesas no estaban disponibles. Las ciudades portuarias experimentaron beneficios para sus economías por la presencia de burdeles japoneses.
En Australia oriental los hombres chinos se casaban con mujeres europeas, y las prostitutas japonesas eran abrazadas por los funcionarios de Queensland ya que se suponía que ayudaban a impedir que las mujeres blancas tuvieran relaciones sexuales con hombres no blancos, las prostitutas italianas, francesas y japonesas ejercían su oficio en Australia occidental.
En los campos de oro las prostitutas japonesas fueron atacadas por australianos blancos anti-asiáticos que querían que se fueran, con Raymond Radclyffe en 1896 y Rae Frances informando sobre hombres que exigían que las prostitutas japonesas fueran expulsadas de los campos de oro.
Las mujeres japonesas que se prostituyeron en Australia fueron introducidas de contrabando en ese país y era la tercera profesión más extendida, se decía que eran «un servicio esencial para el crecimiento económico del norte», que «hacían la vida más agradable a los hombres europeos y asiáticos que trabajaban en las industrias de la perla, la minería y el pastoreo» y se escribió por el Comisionado de Policía de Queensland, que «la oferta de mujeres japonesas para la demanda de Kanaka es menos repugnante y degradante de lo que sería el caso si la satisficieran las mujeres blancas».
Entre 1890 y 1894 Singapur recibió 3.222 mujeres japonesas que fueron traficadas desde el Japón por el japonés Muraoka Iheiji, antes de ser traficadas a Singapur o a otros destinos, durante unos meses, las mujeres japonesas serían retenidas en Hong Kong, Aunque el Gobierno japonés intentó prohibir que las prostitutas japonesas salieran del Japón en 1896, la medida no logró detener la trata de mujeres japonesas y la prohibición de importarlas en Singapur también fracasó, y en el decenio de 1890 Australia recibió inmigración en forma de mujeres japonesas que trabajaban como prostitutas, en 1896 había allí 200 prostitutas japonesas, en Darwin, 19 mujeres japonesas fueron encontradas por el funcionario japonés H. Sato en 1889, desde Nagasaki el japonés Takada Tokujiro había traficado con cinco de las mujeres a través de Hong Kong, «había vendido una a un barbero malayo por 50 libras, dos a un chino a 40 libras cada una, una la había mantenido como su concubina; la quinta estaba trabajando como prostituta».  Sato dijo que las mujeres estaban viviendo «una vida vergonzosa para desgracia de sus compatriotas». En áreas de trabajo como puertos, minas y la industria pastoral, numerosos hombres europeos y chinos frecuentaban prostitutas japonesas como Matsuwe Otana. Durante el final de la década de 1880 hasta el siglo XX los burdeles australianos estaban llenos de cientos de mujeres japonesas, esas mujeres japonesas en el extranjero y las chicas prostitutas se llamaban karayuki-san, lo que significaba «irse a China».
Las prostitutas japonesas aparecieron por primera vez en 1887 en Australia y fueron un componente importante de la industria de la prostitución en las fronteras coloniales de Australia, como partes de Queensland, el norte y el oeste de Australia y el Imperio Británico y el crecimiento del Imperio Japonés estaban vinculados con las karayuki-san, a finales del siglo XIX, las empobrecidas islas agrícolas del Japón proporcionaron a las niñas que se convirtieron en karayuki-san y fueron enviadas al Pacífico y al sudeste asiático, el terreno volcánico y montañoso de Kyushu era malo para la agricultura, por lo que los padres vendieron a sus hijas, algunas de ellas de siete años de edad, a «comerciantes de carne» (zegen) en las prefecturas de Nagasaki y Kumamoto, cuatro quintas partes de las niñas fueron traficadas involuntariamente mientras que solamente un quinto fue por voluntad propia.
Los viajes en los que los traficantes transportaban a estas mujeres tenían condiciones terribles, con algunas chicas asfixiadas al estar escondidas en partes del barco o casi muertas de hambre; a las chicas que vivían se les enseñaba a actuar como prostitutas en Hong Kong, Kuala Lumpur o Singapur, donde luego se las enviaba a otros lugares, incluida Australia.
Un miembro de la Asamblea Legislativa de Queensland informó en 1907 de que las prostitutas japonesas de la pequeña ciudad de Charters Towers vivían en malas condiciones, mientras que en 1896, en la ciudad más grande de Marble Bar, en Australia occidental, Albert Calvert informó de que las condiciones en los burdeles japoneses eran buenas y cómodas.
Después de la Primera guerra sino-japonesa se celebró un concierto al aire libre de prostitutas japonesas que bailaron en Broome en 1895.
El desarrollo del enclave japonés en Singapur en el centro de la ciudad, estuvo relacionado con el establecimiento de burdeles al este del río Singapur, a saber, a lo largo de las calles Hylam, Malabar, Malay y Bugis a finales del decenio de 1890. Las prostitutas japonesas o Karayuki-san apodaron a la calle Malay como Suteretsu, una transliteración de la palabra inglesa street. Un reportero japonés en 1910 describió la escena para la gente de Kyūshū en un periódico local, el Fukuoka Nichinichi:

Alrededor de las nueve en punto, fui a ver la infame calle Malay. Los edificios fueron construidos en un estilo occidental con sus fachadas pintadas de azul. Bajo la varanda colgaban linternas de gas rojas con números como uno, dos o tres, y debajo de las linternas había sillas de mimbre. Cientos y cientos de jóvenes japonesas estaban sentadas en las sillas llamando a los transeúntes, charlando y riendo... la mayoría de ellas llevaban yukata de llamativos colores... La mayoría de ellas eran jóvenes menores de 20 años. Me enteré por una criada del hotel que la mayoría de estas chicas venían de Shimabara y las islas Amakusa en Kyūshū...

Durante la era Meiji, muchas niñas japonesas de hogares pobres fueron llevadas al este y sudeste de Asia en la segunda mitad del siglo XIX para trabajar como prostitutas. Se dice que muchas de estas mujeres son originarias de las islas Amakusa de la Prefectura de Kumamoto, que tenía una gran y largamente estigmatizada comunidad cristiana japonesa. Denominadas Karayuki-san (Hiragana: からゆきさん, Kanji: 唐行きさん ), se encontraron en el enclave japonés a lo largo de las calles Hylam, Malabar, Malay y Bugiss hasta la Segunda Guerra Mundial.
La gran mayoría de los emigrantes japoneses al sudeste asiático a principios de la era Meiji eran prostitutas (Karayuki-san), que trabajaban en burdeles de Malasia británica, Singapur, Filipinas, Indias Orientales Holandesas e Indochina francesa.
La mayoría de los primeros residentes japoneses en Singapur eran en su mayoría prostitutas, que más tarde serían conocidas con el nombre colectivo de karayuki-san. Se cree que las primeras prostitutas japonesas llegaron en 1870 o 1871; en 1889, había 134. De 1895 a 1918, las autoridades japonesas hicieron la vista gorda a la emigración de las mujeres japonesas para trabajar en burdeles en el sudeste asiático.  Según el cónsul japonés en Singapur, casi todos los 450 a 600 japoneses residentes en Singapur en 1895 eran prostitutas y sus proxenetas o concubinas; menos de 20 se dedicaban a «oficios respetables». En 1895 no había escuelas japonesas ni organizaciones públicas, y el consulado japonés solamente mantenía una influencia mínima sobre sus nacionales; los propietarios de burdeles eran la fuerza dominante en la comunidad. Junto con la victoria en la primera guerra sino-japonesa, la creciente firmeza del Estado japonés trajo cambios en el estatus oficial de los japoneses en el extranjero; alcanzaron la igualdad legal formal con los europeos. Ese año, la comunidad japonesa también recibió permiso oficial del gobierno para crear su propio cementerio, en doce acres de tierra en Serangoon, fuera del área urbanizada; en realidad, el sitio ya había sido utilizado como cementerio para los japoneses ya en 1888.
Sin embargo, incluso con estos cambios en su estatus oficial, la propia comunidad se mantuvo basada en la prostitución. Las autoridades lo consideraron específicamente como una forma de desarrollar una base económica japonesa en la región; los beneficios extraídos del comercio de la prostitución se utilizaron para acumular capital y diversificar los intereses económicos japoneses. Las prostitutas servían tanto como acreedores como clientes de otros japoneses: prestaban sus ganancias a otros residentes japoneses que trataban de iniciar negocios, y patrocinaban a sastres, médicos y tiendas de comestibles japonesas. En la época de la Guerra Ruso-Japonesa, el número de prostitutas japonesas en Singapur puede haber sido tan grande como de 700. Se concentraron alrededor de la calle Malay. Sin embargo, con el corte del sudeste asiático de las importaciones europeas debido a la Primera Guerra Mundial, los productos japoneses comenzaron a incursionar como sustitutos, desencadenando el cambio hacia la venta al por menor y el comercio como la base económica de la comunidad japonesa.

## En el cine y la literatura
Los estudios de cine japoneses filmaron varias películas en Shonan —lo que los japoneses rebautizaron como Singapur durante la ocupación en la Segunda Guerra Mundial—, representando el área como una especie de frontera japonesa. Películas como Southern Winds II (続・南の風, 1942, Shochiku Studios), Tiger of Malay (マライの虎, 1942, Daiei Studios) o Singapore All-Out Attack (シンガポール総攻撃, 1943, Daiei Studios) presentaron la zona como una tierra rica en recursos, ocupada por gente sencilla pero honesta, y altamente exótica. Las películas coloniales japonesas también asociaban la región con el sexo, ya que muchas «Karayuki-san» o prostitutas habían sido vendidas a burdeles o elegidas para ir al sudeste asiático para ganar dinero a principios de siglo. Karayuki-san (からゆきさん, 1937, Toho Studios), Keisuke Kinoshita con Flowering Port (花咲く港, 1943, Estudios Shochiku), y Shōhei Imamura con Whoremonger (女衒, 1987, Toei Studios), que fueron todas o al menos parcialmente rodadas en exteriores, son ejemplos de la medida en que este subgénero domina las representaciones de Malasia en el cine japonés.
La película Karayuki-san, Making of a Prostitute de 1975, dirigida por Shōhei Imamura, la película Sandakan No. 8 de 1974 dirigida por Kei Kumai, y la Shimabara Lullaby de Kohei Miyazaki trataron sobre las karayuki-san. 
Las memorias de Keiko Karayuki-san en Siam fueron escritas sobre las karayuki-san en Tailandia. Ah Ku y Karayuki-san: Prostitution in Singapur, 1870-1940 fue escrita sobre karayuki-san en Singapur.
Las postales de correos fueron hechas en la Indochina colonial francesa de las prostitutas japonesas, y en la Singapur gobernada por los británicos.
Harry La Tourette Foster escribió que «en años pasados, dicen los veteranos, todo el Oriente estaba lleno de prostitutas japonesas, hasta que los japoneses tenían la misma reputación que los franceses en otras ciudades extranjeras».
La experiencia de las prostitutas japonesas en China fue escrita en un libro por una mujer japonesa, Tomoko Yamazaki.
Durante sus años como prostituta, Yamada Waka sirvió tanto a los hombres chinos como a los japoneses.